# Теклюк Варвара Яківна
Теклюк Варвара Яківна (нар. 3 січня 1950, с. Зелена Діброва, нині Городищенського району Черкаської області) — український мовознавець, кандидат педагогічних наук (1992), доцент (1995), декан філологічного факультету (1994), відмінник освіти України (2003), директор Інституту філології й журналістики Вінницького державного педагогічного університету імені Михайла Коцюбинського (2003—2011).

## Життєпис
Варвара Яківна Теклюк народилася 3 січня 1950 року в с. Зелена Діброва Городищенського району Черкаської області. З 1969 р. по 1973 р. навчається на філологічному факультеті Вінницького державного педагогічного інституту (нині Вінницького державного педагогічного університету імені Михайла Коцюбинського). Працювала у Вінницькому обкомі комсомолу. Після успішного закінчення інституту, працює на Вінниччині, в Іллінецькій та Оратівській середніх школах.

## Професійна діяльність
- 1984 — викладач кафедри української мови у Вінницькому державному педагогічному інституті (тепер університеті): асистент, старший викладач
- 1992 — захистила кандидатську дисертацію та присвоєно вчений ступінь кандидата педагогічних наук за спеціальністю — теорія і методика навчання української мови
- 1994 р. — декан філологічного факультету
- 1995 — присвоєно вчене звання доцента
- 2003—2011 — директор інституту філології й журналістики
- 2004—2007 — очолювала кафедру методики філологічних дисциплін Вінницькому державному педагогічному університету імені М. Коцюбинського
- 2018 — доцент кафедри української філології Вінницького гуманітарно-педагогічного коледжу.

## Викладає дисципліни
- Стилістика
- науковий пошук вчителя-філолога
- професійно-методичний практикум майбутнього вчителя української мови
- професійно-методичний практикум майбутнього вчителя української літератури
- методист з різних видів педагогічної практики та переддипломної практики.

## Сфера професійних інтересів
Проблеми теорії та методики вивчення української мови. Нові освітні технології вивчення української мови в середніх навчальних закладах різного типу та у вищій школі, комп'ютеризація навчального процесу; актуальні проблеми української мови, зокрема лінгвістика фразеологічних одиниць. Плідно працює над виконанням держбюджетної теми «Абсолютивно-релятивні параметри повнозначних слів української мови». В науковому доробку дослідниці понад 70 наукових праць.

## Відзнаки й нагороди
- Грамоти Вінницької обласної держадміністрації та обласного відділу освіти
- 2002 — Почесна грамота Міністерства освіти і науки України
- 2003 — нагороджениа нагрудним знаком МОН України «Відмінник освіти України»
- 2005 — Почесний працівник Вінницького державного педагогічного університету ім. М. Коцюбинського
- 2006 — нагороджена нагрудним знаком «А. С. Макаренко»